# Tyrs (imię)
Tyrs – imię męskie pochodzenia greckiego, Θύρσος, pochodzące od wyrazu pospolitego thyrsos, oznaczającego drążek, buława (opleciona winoroślą lub bluszczem, atrybut Dionizosa i menad). Patronem tego imienia jest m.in. św. Tyrs (Tirs), wspominany razem ze św. Leucjuszem (Leukiuszem) i św. Kalinikiem.
Tyrs imieniny obchodzi 28 stycznia.
Znane osoby noszące to imię: 
- Tirso de Molina